# Glyphodes pseudocaesalis
Glyphodes pseudocaesalis là một loài bướm đêm trong họ Crambidae.